# Stridsbergsbron
Stridsbergsbron är en vägbro i Trollhättan mellan Hjulkvarnelund och Vårvik som korsar Göta älv. Trollhättans kommun skrev 2020 kontrakt med ett byggföretag om det med en kostnad på 329 miljoner. Bron är av typen öppningsbar och öppnades sommaren 2023. Namnet kommer av att företaget Stridsberg & Biörck som lades ned 1991 hade sina lokaler kring brons västra landfäste.

## Bildgalleri

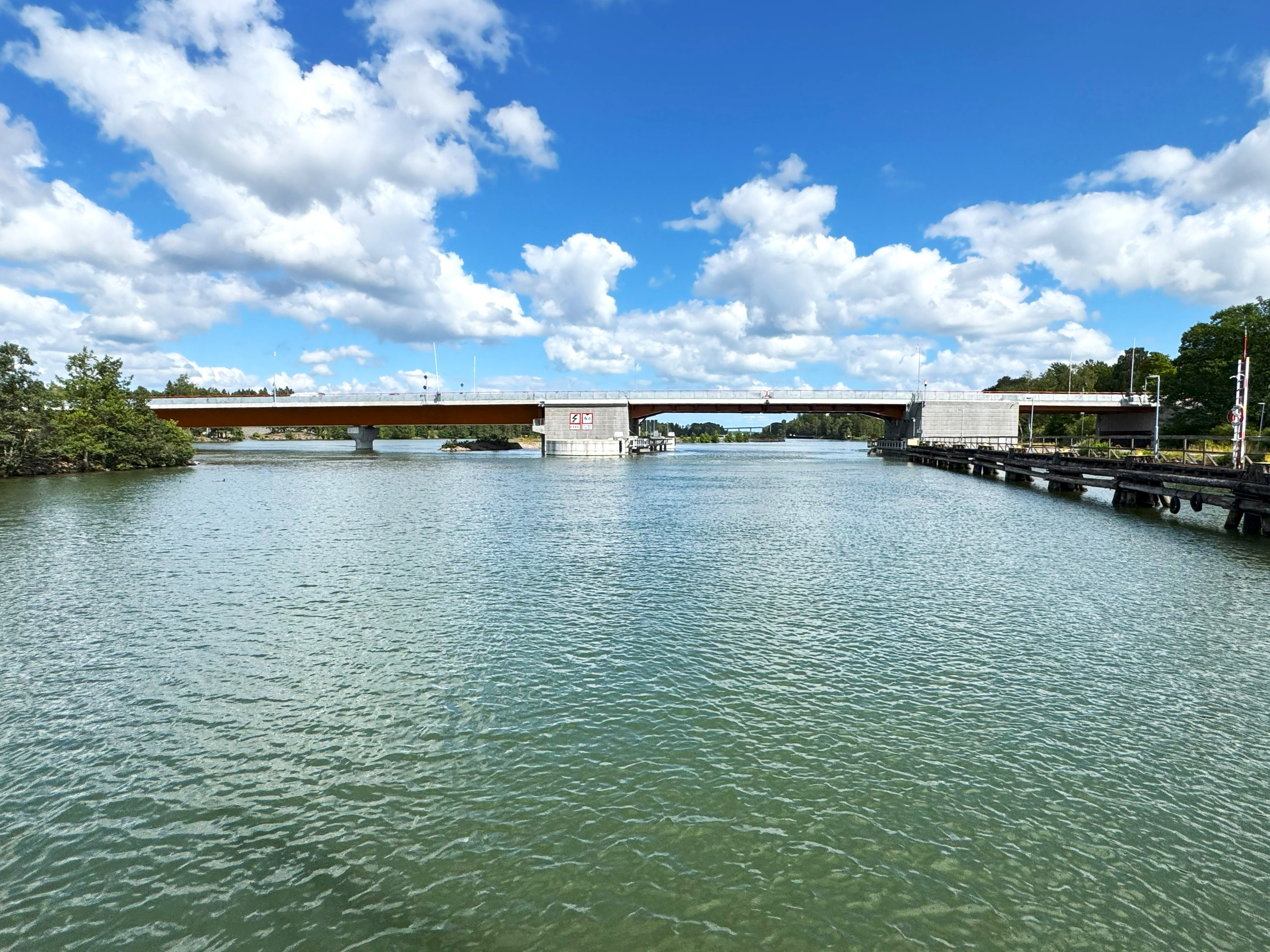
Stridsbersbron sedd från Järnvägsbron i söder.
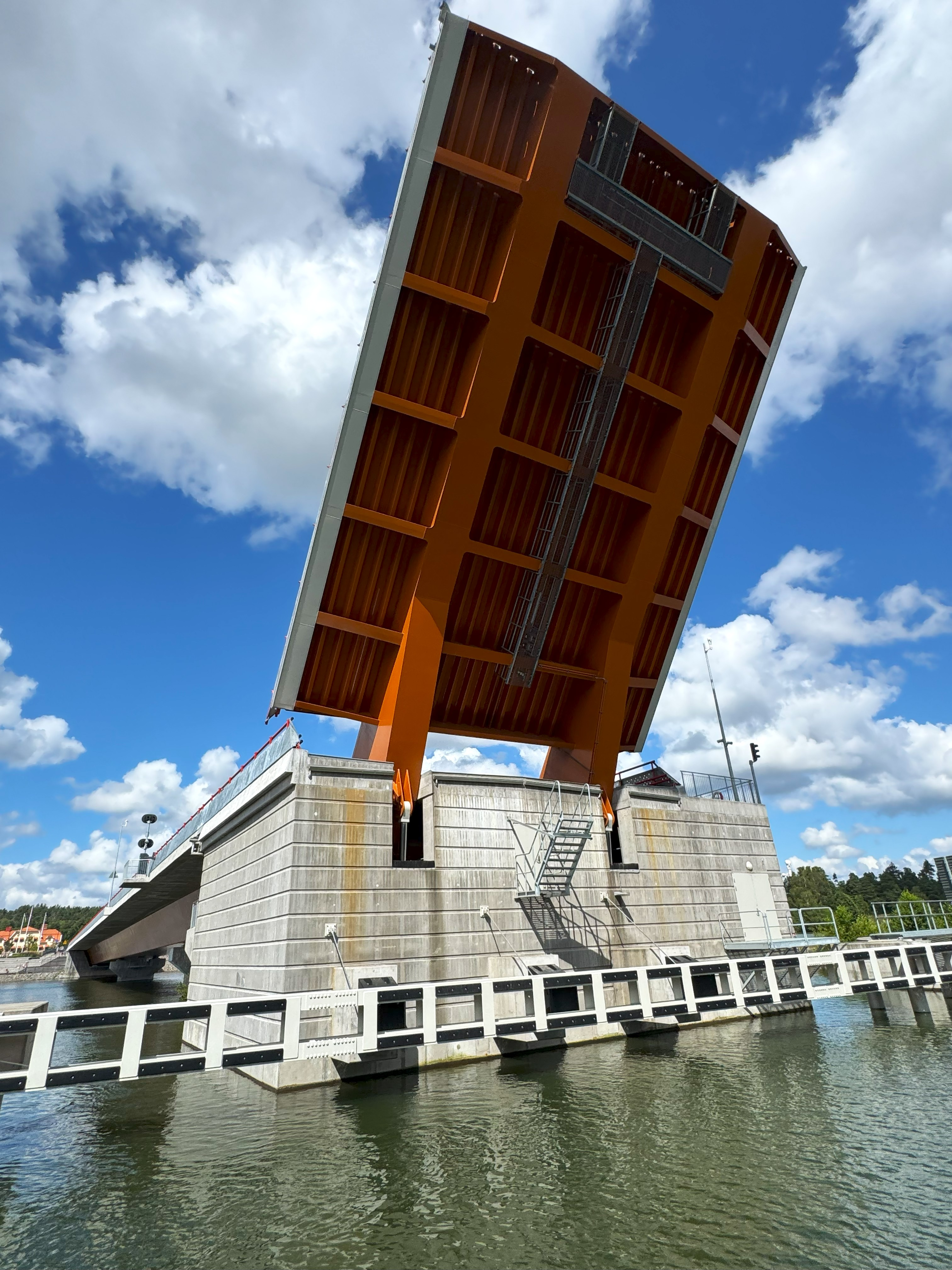